# Nagroda Pulitzera w dziedzinie literatury faktu

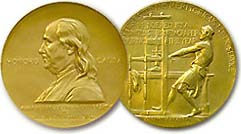
Medal Nagrody Pulitzera

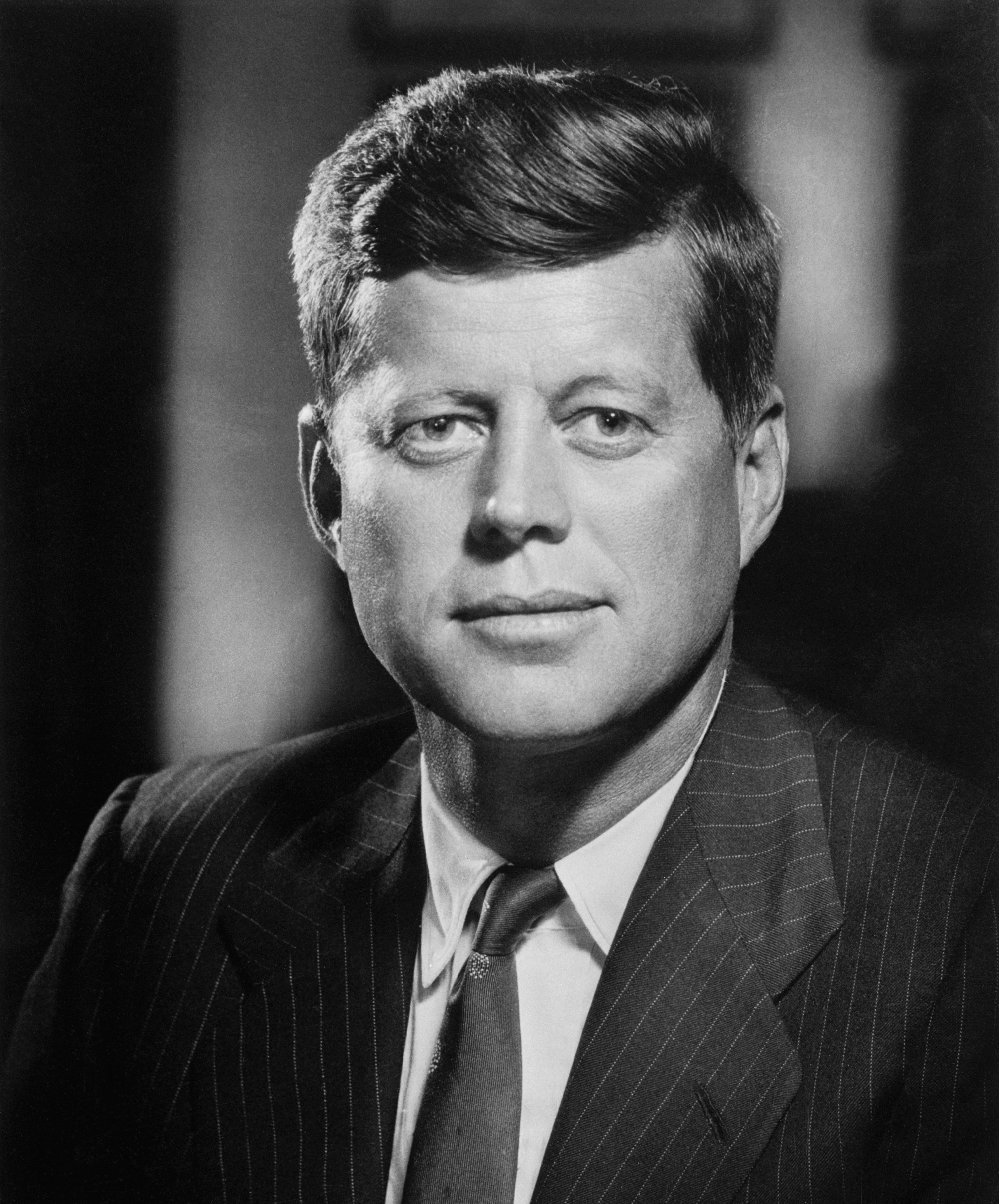
Pierwsza nagrodzona w dziedzinie literatury faktu książka była poświęcona wyborom prezydenckim w 1960, w których John FitzGerald Kennedy pokonał Richarda Nixona

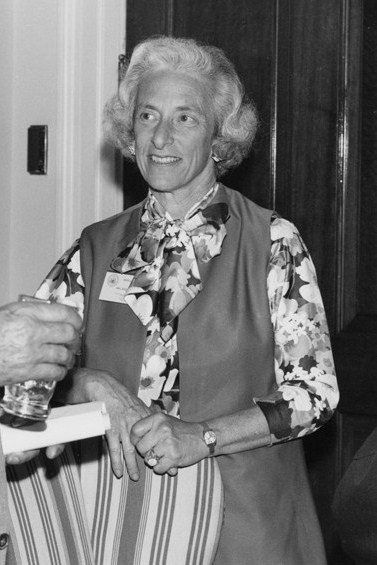
Barbara W. Tuchman, laureatka z 1963

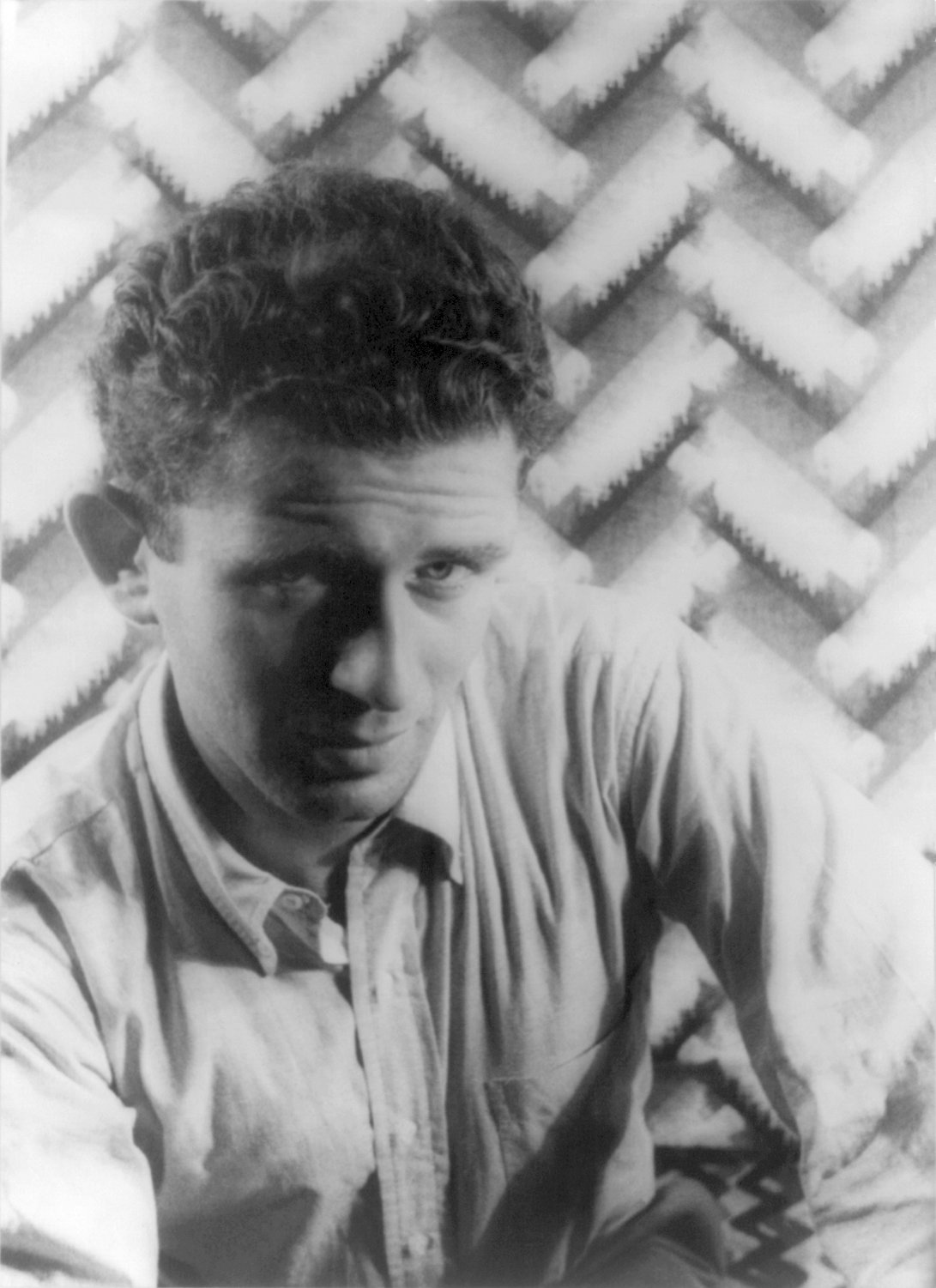
Norman Mailer, laureat z 1969

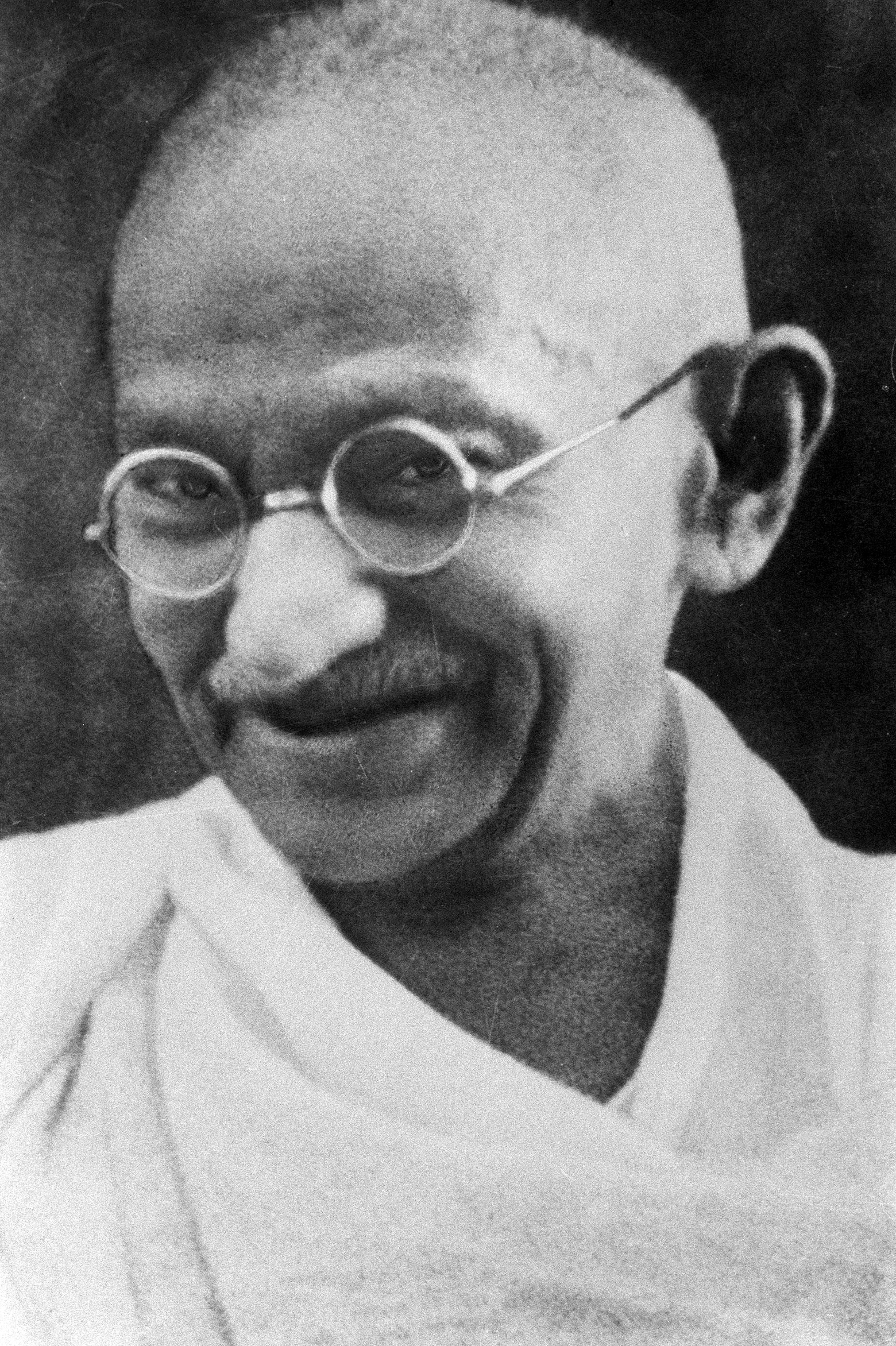
Mahatma Gandhi był bohaterem książki nagrodzonej w 1970

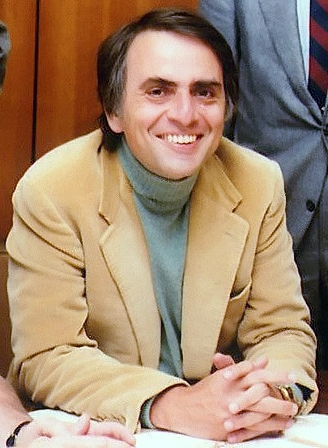
Carl Sagan, laureat z 1978

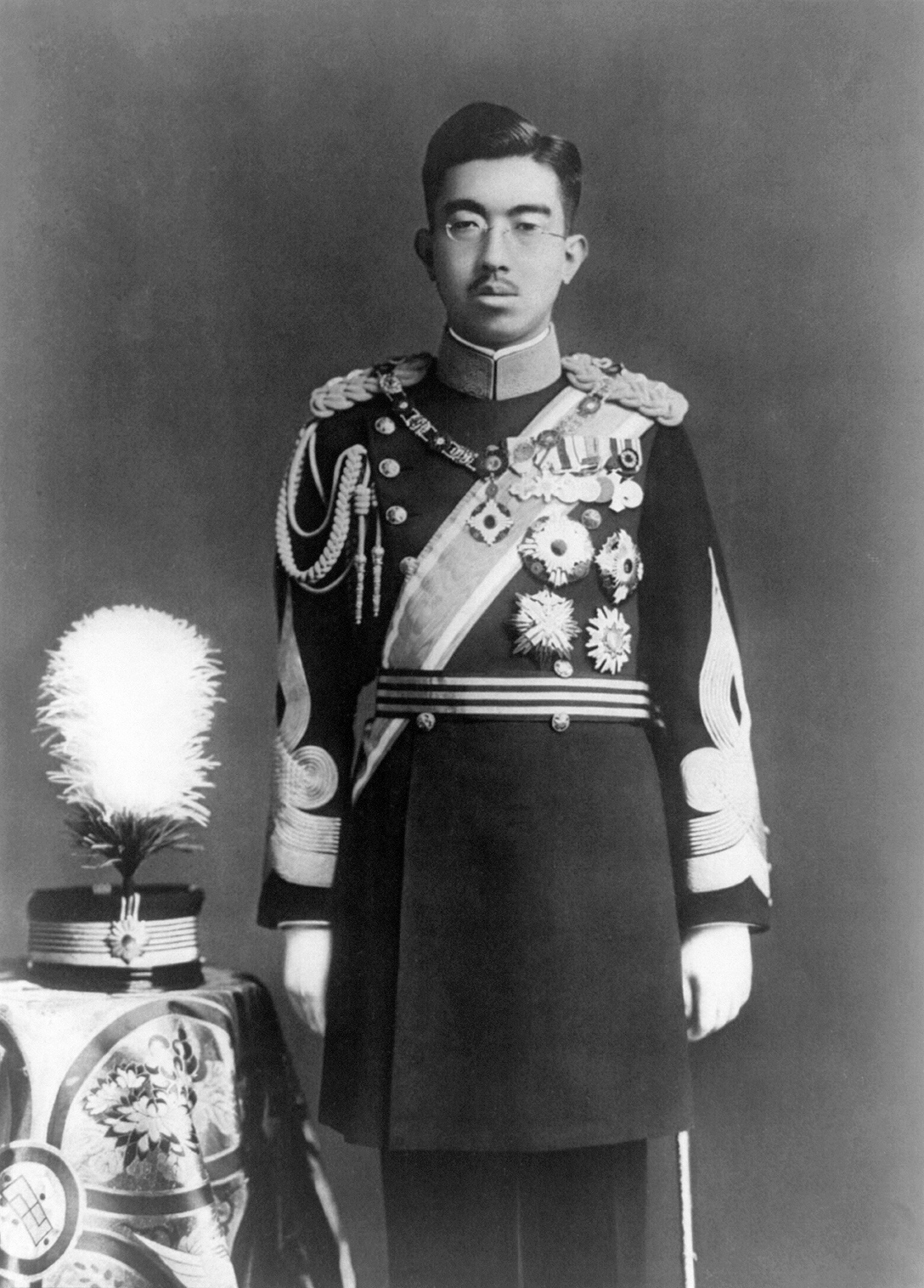
Książkę poświęconą japońskiemu cesarzowi Hirohito nagrodzono w 2001

Nagroda Pulitzera w dziedzinie literatury faktu – jedna z kategorii Nagrody Pulitzera, przyznawana za wybitne osiągnięcia w dziedzinie literatury faktu. Po raz pierwszy nagrodę w tej kategorii przyznano w 1962. Wyróżniono nią książkę Theodore’a H. White’a o wyborach prezydenckich przeprowadzonych dwa lata wcześniej.

## Lista nagrodzonych
| Data | Autor                              | Tytuł |
| ---- | ---------------------------------- | --- |
| 1962 | Theodore H. White                  | The Making of the President, 1960 |
| 1963 | Barbara W. Tuchman                 | The Guns of August |
| 1964 | Richard Hofstadter                 | Anti-intellectualism in American Life |
| 1965 | Howard Mumford Jones               | O Strange New World: American Culture, the Formative Years                                                                                        |
| 1966 | Edwin Way Teale                    | Wandering Through Winter: A Naturalist's Record of a 20,000 Mile Journey Through the North American Winter                                        |
| 1967 | David Brion Davis                  | The Problem of Slavery in Western Culture |
| 1968 | Will i Ariel Durant                | Rousseau and Revolution: A History of Civilization in France, England, and Germany from 1756 and in the Remainder of Europe from 1715 to 1789     |
| 1969 | Norman Mailer                      | The Armies of the Night: History as a Novel, the Novel as History                                                                                 |
| 1969 | Rene Jules Dubos                   | So Human an Animal |
| 1970 | Erik Erikson                       | Gandhi's Truth: On the Origins of Militant Non-Violence                                                                                           |
| 1971 | John Toland                        | The Rising Sun: The Decline and Fall of the Japanese Empire, 1936–1945                                                                            |
| 1972 | Barbara W. Tuchman                 | Stilwell and the American Experience in China, 1911–1945                                                                                          |
| 1973 | Frances FitzGerald                 | Fire in the Lake: The Vietnamese and the Americans in Vietnam                                                                                     |
| 1973 | Robert Coles                       | Children of Crisis, vol. 2 and 3 |
| 1974 | Ernest Becker.                     | The Denial of Death |
| 1975 | Annie Dillard                      | Pilgrim at Tinker Creek |
| 1976 | Robert N. Butler                   | Why Survive?: Being Old in America |
| 1977 | William W. Warner                  | Beautiful Swimmers: Watermen, Crabs, and the Chesapeake Bay                                                                                       |
| 1978 | Carl Sagan                         | The Dragons of Eden: Speculations on the Evolution of Human Intelligence                                                                          |
| 1979 | Edward O. Wilson                   | On Human Nature |
| 1980 | Douglas R. Hofstadter              | Gödel, Escher, Bach: An Eternal Golden Braid |
| 1981 | Carl E. Schorske                   | Fin-de-Siècle Vienna: Politics and Culture |
| 1982 | Tracy Kidder                       | The Soul of a New Machine |
| 1983 | Susan Sheehan                      | Is There No Place on Earth for Me? |
| 1984 | Paul Starr                         | The Social Transformation of American Medicine: The Rise of a Sovereign Profession and the Making of a Vast Industry                              |
| 1985 | Studs Terkel                       | The Good War: An Oral History of World War Two |
| 1986 | J. Anthony Lukas                   | Common Ground: A Turbulent Decade in the Lives of Three American Families                                                                         |
| 1886 | Joseph Lelyveld                    | Move Your Shadow: South Africa, Black and White                                                                                                   |
| 1987 | David K. Shipler                   | Arab and Jew: Wounded Spirits in a Promised Land                                                                                                  |
| 1988 | Richard Rhodes                     | The Making of the Atomic Bomb |
| 1989 | Neil Sheehan                       | Bright Shining Lie: John Paul Vann and America in Vietnam                                                                                         |
| 1990 | Dale Maharidge, Michael Williamson | And Their Children After Them: The Legacy of Let Us Now Praise Famous Men: James Agee, Walker Evans, and the Rise and Fall of Cotton in the South |
| 1991 | Bert Holldobler, Edward O. Wilson  | The Ants |
| 1992 | Daniel Yergin                      | The Prize: The Epic Quest for Oil, Money, and Power                                                                                               |
| 1993 | Garry Wills                        | Lincoln at Gettysburg: The Words That Remade America                                                                                              |
| 1994 | David Remnick                      | Lenin's Tomb: The Last Days of the Soviet Empire                                                                                                  |
| 1995 | Jonathan Weiner                    | The Beak of the Finch: A Story of Evolution in Our Time                                                                                           |
| 1996 | Tina Rosenberg                     | The Haunted Land: Facing Europe's Ghosts After Communism                                                                                          |
| 1997 | Richard Kluger                     | Ashes to Ashes: America's Hundred-Year Cigarette War, the Public Health, and the Unabashed Triumph of Philip Morris                               |
| 1998 | Jared Diamond                      | Strzelby, zarazki, maszyny |
| 1999 | John McPhee                        | Annals of the Former World |
| 2000 | John W. Dower                      | Embracing Defeat: Japan in the Wake of World War II                                                                                               |
| 2001 | Herbert P. Bix                     | Hirohito and the Making of Modern Japan |
| 2002 | Diane McWhorter                    | Carry Me Home: Birmingham, Alabama, the Climactic Battle of the Civil Rights Revolution                                                           |
| 2003 | Samantha Power                     | "A Problem from Hell": America and the Age of Genocide                                                                                            |
| 2004 | Anne Applebaum                     | Gulag: A History |
| 2005 | Steve Coll                         | Ghost Wars: The Secret History of the CIA, Afghanistan, and bin Laden, from the Soviet Invasion to September 10, 2001                             |
| 2006 | Caroline Elkins                    | Imperial Reckoning: The Untold Story of Britain's Gulag in Kenya                                                                                  |
| 2007 | Lawrence Wright                    | The Looming Tower: Al-Qaeda and the Road to 9/11                                                                                                  |
| 2008 | Saul Friedländer                   | The Years of Extermination: Nazi Germany and the Jews, 1939–1945                                                                                  |
| 2009 | Douglas A. Blackmon                | Slavery by Another Name: The Re-Enslavement of Black Americans from the Civil War to World War II                                                 |
| 2010 | David E. Hoffman                   | The Dead Hand: The Untold Story of the Cold War Arms Race and Its Dangerous Legacy                                                                |
| 2011 | Siddhartha Mukherjee               | The Emperor of All Maladies: A Biography of Cancer                                                                                                |
| 2012 | Stephen Greenblatt                 | The Swerve: How The World Became Modern |
| 2013 | Gilbert King                       | Devil in the Grove: Thurgood Marshall, the Groveland Boys, and the Dawn of a New America                                                          |
| 2014 | Dan Fagin                          | Toms River: A Story of Science and Salvation |
| 2015 | Elizabeth Kolbert                  | The Sixth Extinction: An Unnatural History |
| 2016 | Joby Warrick                       | Black Flags: The Rise of ISIS |
| 2017 | Matthew Desmond                    | Evicted: Poverty and Profit in the American City                                                                                                  |
| 2018 | James Forman                       | Locking Up Our Own: Crime and Punishment in Black America                                                                                         |
| 2019 | Eliza Griswold                     | Amity and Prosperity: One Family and the Fracturing of America                                                                                    |
| 2020 | Greg Grandin                       | The End of the Myth: From the Frontier to the Border Wall in the Mind of America                                                                  |
| 2020 | Anne Boyer                         | The Undying: Pain, Vulnerability, Mortality, Medicine, Art, Time, Dreams, Data, Exhaustion, Cancer, and Care                                      |
| 2021 | David Zucchino                     | Wilmington’s Lie: The Murderous Coup of 1898 and the Rise of White Supremacy                                                                      |
| 2022 | Andrea Elliott                     | Invisible Child: Poverty, Survival and Hope in an American City                                                                                   |
| 2023 | Robert Samuels, Toluse Olorunnipa  | His Name Is George Floyd: One Man's Life and the Struggle for Racial Justice                                                                      |
| 2024 | Nathan Thrall                      | A Day in the Life of Abed Salama: Anatomy of a Jerusalem Tragedy                                                                                  |